# Sicilský průliv
Sicilský průliv nazývaný též Tuniský průliv je průliv mezi ostrovem Sicílie a severním výběžkem Afriky, na němž leží Tunis. Jeho šířka je přibližně 145 kilometrů. Leží v něm ostrov Pantelleria. Dalšími ostrovy poblíž jsou Sardinie a souostroví Malta.
Na dně průlivu se dotýkají africká a eurasijská tektonická deska. To vede ke vzniku podmořské sopečné činnosti, příklady aktivních sopek jsou Ferdinandea a Empedokles.